# Експедиційні війська

Грецька експедиційна місія на Сицилію

Експедиційні війська (експедиційна армія, англ. Expeditionary force) — тимчасове військове формування, частина збройних сил держави або коаліції держав, перекинутих на територію іншої країни для проведення військових операцій чи інших заходів.